# Kurt Dürnhöfer
Walther Erich Kurt Dürnhöfer (* 3. Januar 1886 in Berlin; † 6. November 1958 in Grünwald) war ein deutscher Filmarchitekt, der erste Szenenbildner seines Landes von Bedeutung und ein Veteran der heimischen Kinematografie.

## Leben und Wirken
Der Sohn des promovierten Sprachwissenschaftlers Max Dürnhöfer und seiner Frau Anna, geb. Bredereck, hatte in seiner Heimatstadt Berlin elf Semester Malerei, Architektur und Stilkunde an der Kunstschule und am Kunstgewerbemuseum studiert. Bereits 1906 stieß er zu dem Kinematographen-Fabrikanten und Filmveteranen Alfred Duskes. Für Duskes stattete er zahlreiche frühe Tonbilder und Einakter aus, darunter das zu diesem Zeitpunkt hoch aktuelle Lustspiel Der Hauptmann von Köpenick, ein filmischer Schnellschuss als Reaktion auf die Ereignisse desselben Jahres rund um den Schuster Wilhelm Voigt.
1910 wechselte Dürnhöfer zu Oskar Messter, später zu Karl Werner – für beide Produzenten stattete er vor allem Abenteuer-Serienprodukte mit den frühen Leinwandstars Louis Ralph und Senta Eichstaedt aus. Dürnhöfers Filmtätigkeit wurde 1915/16 durch den Kriegsdienst unterbrochen.
1917 nahm er seine Arbeit als Szenenbildner wieder auf, diesmal für die Produktionsgesellschaft der deutsch-amerikanischen Stummfilmdiva Fern Andra. Kurz nach Ende des Ersten Weltkriegs ließ sich Dürnhöfer in Grünwald vor den Toren Münchens nieder, wo er nunmehr für bayerische Regisseure arbeitete, kam aber immer wieder zu Dreharbeiten nach Berlin.
Seine zweite intensive Schaffensperiode fiel in die Zeit des Dritten Reichs. In den 1930er- und frühen 1940er-Jahren entwarf er häufig die Kulissen für Komödien mit Volksstückcharakter, vor allem aber für Heimatfilme der Regieroutiniers Carl Boese, Hans Deppe und Joe Stöckel. Bei Ende des Zweiten Weltkriegs zog sich Dürnhöfer ins Privatleben zurück.

## Filmografie
- 1906: Der Hauptmann von Köpenick
- 1906: Das Viljalied
- 1906: Das Schaukellied
- 1907: Ein Blatt aus dem Buche des Lebens
- 1907: ‘Mein letzter Hauch’ aus ‘Troubadour’
- 1908: Das Erdbeben von Messina
- 1908: Der Bettelstudent: Auftritt des Oberst Ollendorf
- 1908: Das Zeppelin-Unglück bei Echterdingen
- 1908: Der Troubadour
- 1909: Don Juan heiratet
- 1911: Der Müller und sein Kind
- 1912: Madame Butterfly
- 1912: Der Smaragd
- 1912: Die Mauritiusmarke
- 1912: Die Dame in Schwarz
- 1913: Der schwarze Diamant
- 1913: Radium
- 1913: Das Geheimnis von Chateau Richmond
- 1913: Das Teufelsloch
- 1913: Die Krone der Kaiserin von Indien
- 1913: Das Geschenk des Inders
- 1913: Die Jagd nach der Hundertpfundnote oder Die Reise um die Welt
- 1913: Der Herr der Welt
- 1914: Lepain, 2 Teile
- 1914: Der Lumpenbaron
- 1914: Die Fledermäuse von Rondshill
- 1914: Evas Hemd
- 1917: Farmer Burchardt
- 1918: Agnes Arnau und ihre drei Freier
- 1919: Die Schuld
- 1919: Monica Vogelsang
- 1919: Die lebende Tote
- 1919: Rose Bernd
- 1920: Der letzte Schuß
- 1920: Anna Maria
- 1920: Der Einäugige
- 1921: Der gelbe Würger
- 1921: Die Rattenmühle
- 1921: Der Raub der Dollarprinzessin
- 1921: Jolly, der Teufelskerl
- 1922: Das Blut der Schwester
- 1922: Die Rache des Marquis Dokama
- 1923: Des Kaisers alte Kleider
- 1923: Ihr Fehltritt
- 1924: Marcco unter Gauklern und Bestien (2 Teile)
- 1924: Taras Bulba (2 Teile)
- 1924: Tiefen der Großstadt
- 1927: Almenrausch und Edelweiß
- 1933: Gruß und Kuß Veronika
- 1934: Elisabeth und der Narr
- 1934: Der kühne Schwimmer
- 1934: Der Herr Senator. Die fliegende Ahnfrau
- 1935: Endstation
- 1935: Anschlag auf Schweda
- 1935: Die selige Exzellenz
- 1936: Die unmögliche Frau
- 1936: Ein seltsamer Gast
- 1936: Hilde und die 4 PS
- 1936: Krach und Glück um Künnemann
- 1937: Land der Liebe
- 1937: Das Schweigen im Walde
- 1937: Gewitter im Mai
- 1938: Der Edelweißkönig
- 1939: Seitensprünge
- 1939: Das Ekel
- 1940: Alles Schwindel
- 1940: Ein Robinson
- 1940: Der Herr im Haus
- 1940: Herz geht vor Anker
- 1941: Krach im Vorderhaus
- 1941: Geheimakte W.B. 1
- 1941: Der verkaufte Großvater
- 1942: Geliebte Welt
- 1942: Peterle
- 1943: Die keusche Sünderin
- 1944: Ich bitte um Vollmacht
- 1944: Die falsche Braut
- 1944/49: Ein Herz schlägt für Dich